# Reforma judicial de 2013 en Argentina
La Reforma Judicial de 2013 en Argentina, también llamada Democratización de la Justicia, fue una reforma al Poder Judicial de Argentina, realizada en 2013 durante el gobierno de Cristina Fernández de Kirchner. Consistió en un conjunto de leyes aprobadas sobre la base de seis proyectos enviados al Congreso por el poder ejecutivo en los primeros días del mes de abril de 2013.
Estos proyectos fueron debatidos, votados y aprobados por el Congreso de la Nación el 25 de abril de 2013. Luego de una larga sesión que había durado casi 24 horas, cargada de tensión entre el oficialismo y la oposición, la primera de las iniciativas fue aprobada alrededor de las seis de la mañana, por un total de 130 votos a favor y 123 en contra. De este modo, se convirtieron en ley y entraron en vigor a partir de su publicación en el Boletín Oficial de la Nación.
Algunas normas fueron dejadas sin efecto por Corte Suprema de Justicia el 18 de junio de 2013.

## Antecedentes
En diciembre de 2012, tras el polémico fallo de Sala II de la Cámara Penal de la Justicia tucumana sobre el Caso Marita Verón, en el que fueron absueltos por la cámara federal todos los 13 imputados por el secuestro y desaparición de la joven Verón, la presidenta Cristina Fernández de Kirchner anunció que impulsaría la democratización de la Justicia argentina. Refiriéndose al fallo mencionado, Fernández de Kirchner declaró que había «un divorcio entre la sociedad y la Justicia. Es hora de que cada uno de los poderes del Estado nos hagamos cargo de las cosas que pasan. Me comprometo a impulsar un proceso de democratización de la Justicia. Nosotros exigimos a todos los poderes del Estado la misma conducta de decoro, independencia, respeto a la voluntad del Parlamento y la voluntad popular». Luego, concluyó con un análisis de la actualidad del Poder Judicial en el país: «Vamos a tener que poner en marcha, y creo que la sociedad lo reclama, y todos deberán entenderlo, una democratización del Poder Judicial, porque es en definitiva el Poder que decide sobre cosas, es el último eslabón en la decisión».
Semanas más tarde, aún en medio de la conmoción por el fallo de la Justicia tucumana, la presidenta Fernández de Kirchner redobló la propuesta de democratizar el Poder Judicial tras un nuevo fallo polémico: el de la Cámara en lo Civil y Comercial Federal respecto de una medida cautelar mantenida por la Justicia en favor de la Sociedad Rural Argentina (SRA), decisión que permitía a esta institución no pagar las cuotas de la hipoteca que tiene con el Estado nacional por la propiedad del Predio Ferial de Palermo, donde la SRA realiza sus exposiciones. En tal sentido, la presidenta afirmó que aquel fallo quebraba la igualdad ante la ley y lo calificó como un robo. «Esta Cámara ha traspasado, y se le ha permitido traspasar, todos los límites. No sólo se arroga competencia propia del fuero contencioso administrativo para entender sobre un decreto presidencial, sino que mucho peor, convalida un acto calificado por el juez federal competente como una sustracción al Estado Nacional, en criollo léase: Un robo». Además, agregó a la lista de falencias de la Justicia la cuestión de la Ley de Servicios de Comunicación Audiovisual, cuya aplicación se encontraba largamente detenida por la acción de medidas cautelares al efecto. Para finalizar su parecer sobre la Cámara en lo Civil y Comercial Federal, la llamó «Cámara Cautelar en lo Clarín y lo Rural», en clara alusión tanto al método de frenar la aplicación de leyes mediante la interposición de medidas cautelares como al Grupo Clarín, que obutuvo una prórroga de la cautelar que impedía la aplicación de la Ley de Servicios de Comunicación Audiovisual hasta que se resolviera el litigio sobre la constitucionalidad de dicha norma. Según varios analistas, el Poder Judicial era el único de los tres poderes del Estado argentino que no había sido reformado desde el retorno de la democracia tras la dictadura cívico-militar en el año 1983.
Meses más tarde, la presidenta Fernández de Kirchner volvió a referirse al inminente proyecto de democratización de la Justicia y acusó a ciertos jueces y camaristas de repartir cautelares y declaraciones de inconstitucionalidad a los poderosos, mientras no hacen justicia con los más humildes. «Para los invisibles y los pobres no hay cautelares ni inconstitucionalidades. Por eso es que es necesaria una modificación en la Justicia, para que no sólo exista para aquellos que tienen presión de lobby, o que cuentan con el dinero para contratar buenos equipos de abogados, sino que para todos por igual», declaró. Fue un anticipo del anunció que llegó pocos días después. Varios funcionarios judiciales opinaron, el fiscal federal Jorge Auat manifestó que “abrió una discusión que marca un cambio de paradigma para salir del corporativismo” mientras que el juez de Casación bonaerense, Daniel Carral, afirmó que “la necesidad del cambio es compartida por todas las provincias”. La titular de Abuelas de Plaza de Mayo, Estela de Carlotto, quien transmitió palabras de apoyo a la iniciativa, la madre de Marita Verón, Susana Trimarco, quien participó en un acto en La Pampa, consideró hoy que "la Presidenta quiere una justicia para el pueblo y es fundamental apoyar la idea de `democratizar` la Justicia para que estos señores de trajes y corbatas caras (por los jueces), no se crean dueños de la verdad y maltraten con prepotencia y soberbia a las víctimas.

## Anuncio oficial

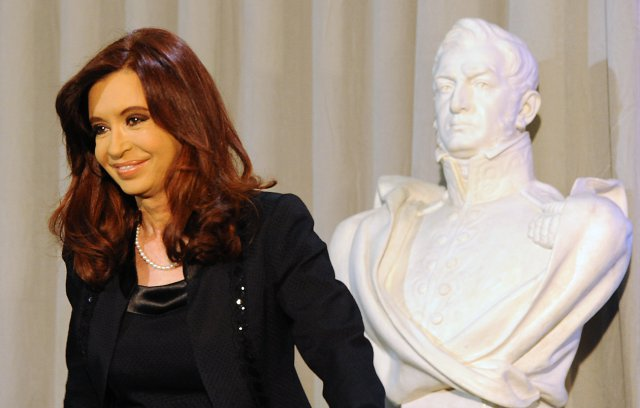
La presidenta Cristina Fernández de Kirchner durante el anuncio de la reforma judicial

El 8 de abril de 2013, durante un acto realizado en la Casa Rosada, sede del Gobierno Nacional, la presidenta Cristina Fernández de Kirchner anunció ante los medios que enviaba al Congreso un proyecto de ley con seis iniciativas para la reforma del sistema judicial argentino.
Entre los puntos del proyecto, se incluyeron la ley de reforma del Consejo de la Magistratura, cuyos miembros pasarían a ser elegidos por el voto universal y el aumento en la cantidad de integrantes del Consejo de trece a diecinueve. El proyecto de ley también proponía limitar las medidas cautelares a un plazo máximo de seis meses, obligando al dictado de sentencia sobre la cuestión de fondo y democratizar el ingreso a la carrera judicial mediante la aplicación de concurso público. Además de estas propuestas, también se planteó el aumento en la cantidad de cámaras de casación para descongestionar el trabajo de la Corte Suprema de Justicia. De este modo, fue enviado este proyecto de ley al Congreso para su debate y votación.

## Proyectos

### Reforma del Consejo de la Magistratura
Con esta ley, pasarían a ser elegidos por voto popular los integrantes del Consejo de la Magistratura; las elecciones tendrían lugar durante las Primarias Abiertas Simultáneas y Obligatorias (PASO) y los consejeros debían ser académicos y profesionales de alguna disciplina o ciencia (no solo abogados). Los requisitos para postularse al cargo de consejero iban a ser los mismos exigidos para ser la postulación de un candidato a diputado de la Nación. Además, se amplíría la cantidad de miembros del Consejo de trece a diecinueve.
Por otra parte, crea los concursos previos por «materia» y por «nivel», para efectuar la ocupación inmediata de las vacantes existentes. Para tales concursos, los jurados estarán integrados por docentes concursados de universidades públicas y no podrán ser jurados los miembros o empleados del Consejo. Será obligatoria la presentación ternas por cada cargo a cubrir.

### Ingreso Democrático al Poder Judicial, al ministerio Público Fiscal y a la Defensa
Este proyecto establece la realización de exámenes de ingresos previos y, de aprobarlos, los aspirantes serán incluidos en una nómina de ingresantes para participar de un sorteo anual por la Lotería Nacional para el ingreso como empleado del Poder Judicial. Se respetará todo el escalafón de la carrera judicial para llegar a cargos de mayor responsabilidad y a los puestos de secretarios y prosecretarios se accederá por examen.

### Publicidad de los actos del Poder Judicial
Este proyecto contempla que se publiquen en Internet, de modo a que estén disponibles a la ciudadanía, el estado y las sentencias de todas las causas en los distintos tribunales en todo el país. Además, prevé la creación de un registro público de causas y es válido para la Corte Suprema de Justicia y para las demás cámaras.
Una de las normas es la que obliga a la publicación de las decisiones de la Corte Suprema, de los tribunales orales y cámaras y una lista de causas en trámite de todas las instancias. La difusión debe realizarse a través de algún diario digital que sea de acceso gratuito y del sitio web del alto tribunal.

### Publicidad y acceso a las declaraciones juradas
Este proyecto hace obligatoria la presentación de declaraciones juradas de los funcionarios de los tres poderes del Estado. Estas declaraciones juradas tendrán carácter público y libre accesibilidad por Internet. Establecía un sistema de publicidad de las declaraciones juradas anuales de los funcionarios públicos, entre quienes incluye a los de los tres poderes y a los candidatos a cargos electivos. A las listas de bienes se deberá poder acceder por Internet para facilitar un mejor y eficiente control social del desempeño de los funcionarios públicos. Las declaraciones juradas tendrán que ser iguales a las que se presentan en la AFIP con fines impositivos. La información requerida incluye bienes inmuebles, tarjetas de crédito y débito, dinero en efectivo e ingresos por venta de inmuebles.

### Creación de las Cámaras de Casación
Por este proyecto, se crean tres nuevas cámaras de casación, que se suman a la Cámara de Casación en lo Penal, ya existente. Las tres cámaras son:
- Cámara Federal en lo Contencioso Administrativo
- Cámara Nacional y del Trabajo y la Seguridad Social
- Cámara en lo Civil y Comercial

### Regulación de cautelares contra el Estado
Este proyecto regula la interposición de medidas cautelares contra el Estado a aquellos casos en que esté en riesgo la vida o la libertad de las personas; no habrá cautelares contra el Estado en los casos de índole comercial. Las cautelares no podrán superar los seis meses de duración y, al cabo de este plazo, deberá dictarse sentencia sobre la cuestión de fondo. Este constituyó el último de los artículos, que fue aprobado por un total de 126 votos favorables.

## Tratamiento en el Congreso

### Cámara de Diputados

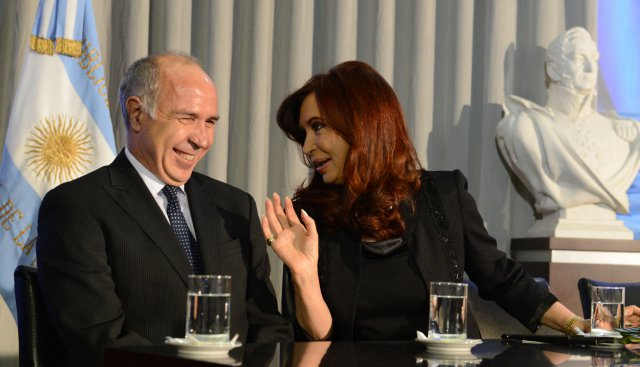
El presidente de la Corte Suprema de Justicia de la Nación, Ricardo Lorenzetti, junto a la presidenta Cristina Fernández de Kirchner durante el anuncio de la reforma judicial

El 17 de abril de 2013, la Cámara de Diputados aprobó y envió al Senado tres de los seis proyectos que integraban la reforma. Estos proyectos trataban de la democratización del ingreso a la carrera judicial, de la publicidad de las resoluciones de la Corte Suprema de Justicia y de la obligatoriedad de la publicación de las declaraciones patrimoniales de los funcionarios públicos. El primer proyecto fue aprobado por 133 votos a favor y 109 en contra; el segundo obtuvo 140 votos positivos y 101 negativos y el tercero fue aprobado con 136 votos favorables y 106 contrarios.
El 25 de abril de 2013, la Cámara de Diputados aprobó en general y en particular los tres restantes proyectos que integraban la reforma, los que estaban relacionados con los cambios en el Consejo de la Magistratura, con la creación de nuevas cámaras de casación y con la regulación de las medidas cautelares. La primera de las iniciativas fue aprobada con 130 votos a favor y 123 en contra, mientras que la segunda tuvo igualmente 130 votos pero tan solo 10 en contra, ya que parte de la oposición decidió abandonar el recinto. El último de los artículos también fue aprobado por un total de 126 votos favorables. actitud que, según el presidente de la Cámara de Diputados, Julián Domínguez, tenía «un claro propósito de boicotear y que la sesión se levantara».

### Senado
Mientras la Cámara de Diputados trataba y aprobaba tres de los seis proyectos de la reforma, en el Senado se aprobaron, el 17 de abril de 2013, los tres proyectos restantes, los que trataban de la ampliación y la elección por voto popular de los miembros del Consejo de la Magistratura y la creación de nuevos tribunales de casación.

## Reacciones
La procuradora general de la Nación, Alejandra Gils Carbó, manifestó que en el Poder Judicial "lo más urgente es luchar contra la falta de transparencia. La coincidencia básica es que las reformas son necesarias para impedir las asimetrías en el servicio de Justicia”. El fiscal federal Jorge Auat manifestó que “se abrió una discusión que marca un cambio de paradigma para salir del corporativismo” mientras que el juez de Casación bonaerense, Daniel Carral, afirmó que “la necesidad del cambio es compartida por todas las provincias”. En tanto el magistrado Baltazar Garzón se manifestó "a favor de que la transparencia en el ejercicio de la función judicial sea la norma y a favor de que la democratización acabe con el sentimiento corporativo que ahora mismo hay en la acción de la Justicia y que comporta una indefensión de aquellos ciudadanos que ven imposibilitado su acceso a la misma" El proyecto también recibió el apoyo de la Asociación de abogados entrerrianos. especialistas en derecho, entre ellos el juez federal Carlos Rozanski, el juez porteño Roberto Gallardo y el defensor Público de la Ciudad, Luis Duacastella manifestaron su conformidad con el proyecto impulsado por el Gobierno nacional.
Referentes del PRO, del Peronismo Disidente, de la Unión Cívica Radical e instalaron frente al Congreso una carpa donde se repartió cotillón para fogonear y atraer asistentes. participaron Ricardo Alfonsín; Paula Bertol, Gabriela Michetti y Federico Pinedo (PRO); Patricia Bullrich, Alfonso Prat Gay, Gerardo Milman, Enrique Thomas y Carlos Brown, entre otros. El gobernador de San Luis declaró que la elección popular de jueces beneficiaria la independencia e imparcialidad. 
La Relatora especial de la (ONU) la brasileña Gabriela Knaul, exhortó al Gobierno a que reconsidere la elección partidaria de los miembros del Consejo de la Magistratura".

## Inconstitucionalidad
El 18 de junio de 2013 la Corte Suprema de Justicia de la Nación, con el voto de seis de sus siete miembros, declaró inconstitucional los artículos 2º, 4º, 18° y 30° de la ley 26.855, y al decreto 577/13, inaplicables las modificaciones de la ley 26.855 con relación al quorum previsto en el artículo 7º, al régimen de mayorías y a la composición de las comisiones del Consejo de la Magistratura, de conformidad con lo previsto en el artículo 29 de dicha ley, y dejó sin efecto la convocatoria a elección de consejeros. El único voto en disidencia fue el de Eugenio Zaffaroni.